# Somniosus
A Somniosus a porcos halak (Chondrichthyes) osztályának a tüskéscápa-alakúak (Squaliformes) rendjébe, ezen belül a Somnosidae családjába tartozó nem.

## Rendszerezés
A nembe az alábbi 5 faj tartozik:
- Somniosus antarcticus Whitley, 1939
- Somniosus longus (Tanaka, 1912)
- grönlandi cápa (Somniosus microcephalus) (Bloch & Schneider, 1801)
- Somniosus pacificus Bigelow & Schroeder, 1944
- Somniosus rostratus (Risso, 1827)